# Kusumi Morikage

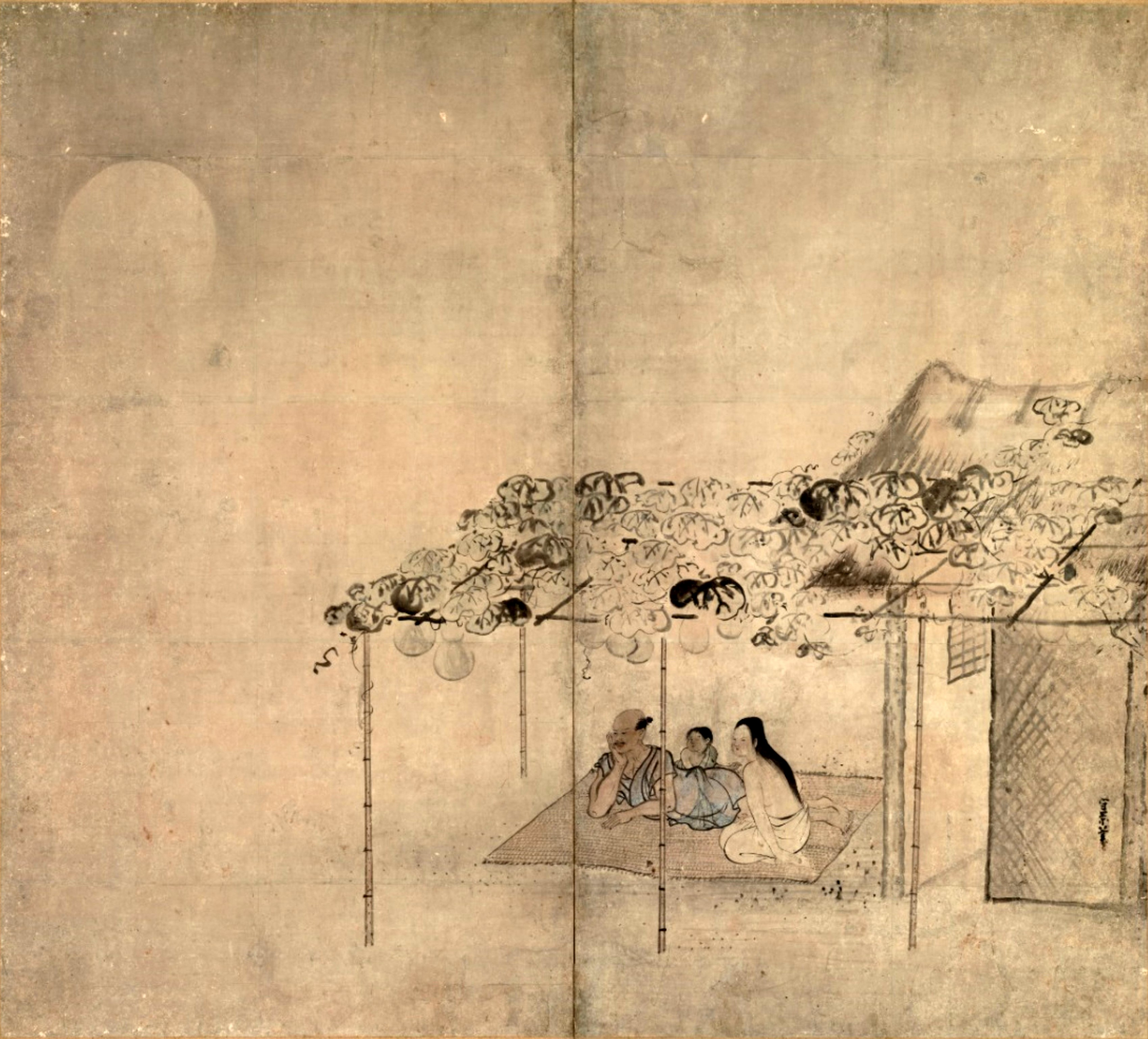
Unter dem Gurken-Spalier

Kusumi Morikage (japanisch 久隅 守景, Rufname: Hambei (半兵衛), Künstlernamen: Itchinsai (一陣斎), Mugesai (無下斎); circa 1620–1690) war ein japanischer Maler der mittleren Edo-Zeit.

## Leben und Werk
Die Lebensdaten von Kusumi Morikage sind nicht genau bekannt. Er war aktiv zwischen 1634 und 1697, also über einen ungewöhnlich langen Zeitraum hinweg. Seine Karriere begann er als Schüler von Kanō Tan’yū und entwickelte sich zu dessen besten. Er heiratete einen Nichte seines Meisters. Dennoch musste er das Atelier verlassen, möglicherweise, weil er dem chinesischen Stil Tan’yūs nicht folgen wollte. 1673 wurde er vom Oberhaupt des Maeda-Klans nach Kanazawa eingeladen, und arbeitete dort bis 1680, wo er möglicherweise Designs für die Kutani-Töpferware schuf. Über seine letzten Jahre gibt es keine sichere Information. Möglicherweise verbrachte er sie in Kyōto, aber es gibt auch die Version, er sei mit den Shogunat in einen Konflikt geraten, auf sei auf die Insel Sado verbannt worden und sei dort gestorben.
Morikage führte den Tan’yūs Stil fort, verband ihn aber mit Elementen, die er den Werken des von ihm verehrten Sesshūs entlehnte. Er beschäftigte sich in vielen seiner Werke mit dem täglichen Leben der Bauern und gestaltete Bilder, die eine freundliche, lyrische Atmosphäre ausstrahlen. – Seine Tochter Kiyohara Yukinobu war ebenfalls eine führende Künstlerin der Kanō-Schule.
Zu Morikages bekanntesten Werken gehören das Bild „夕顔棚納涼図“ (Yūgao-dana nōryō zu, Unter den Gurken-Spalier am kühlen Abend) im Besitz der Asō-Familie und die Stellschirme, die Landarbeit in den vier Jahreszeiten darstellen, die sich im Besitz des Präfekturmuseum Ishikawa befinden.

## Bilder

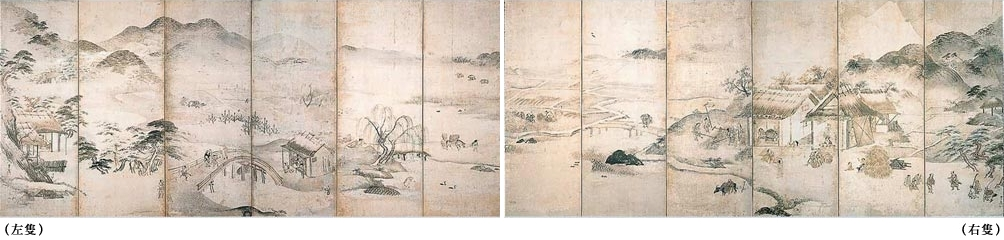
Landarbeit in den vier Jahreszeiten